# 柏原幸一

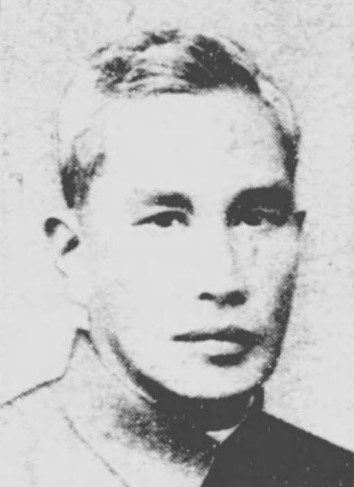
柏原幸一

柏原 幸一（かしわばら こういち、1895年（明治28年）3月1月 - 1981年（昭和56年）12月1日）は、日本の実業家、政治家。衆議院議員、大分県北海部郡佐賀関町長。

## 経歴
大分県北海部郡佐賀関町（現大分市）で、海産物問屋「かしわや」に生まれる。1909年（明治42年）臼杵中学校（現大分県立臼杵高等学校）を卒業。1913年（大正2年）第七高等学校造士館に進学し、1916年（大正5年）中学校以上の在学生の親睦と町発展のための「摘星郷友会」を立上げ会長に就任した。1924年（大正13年）東京帝国大学経済学部経済学科を卒業した。
卒業後、朝日信託 (株) に入社し、昭和恐慌を迎えて帰郷した。1930年（昭和5年）に佐賀関町助役に就任し、1930年（昭和6年）同町長となり4期在任した。同年から大分県会議員にも選出され連続3期務めた。1937年（昭和12年）佐賀関信用組合（のちに信用金庫、現大分みらい信用金庫）を設立した。
1942年（昭和17年）4月、第21回衆議院議員総選挙に大分県第1区から翼賛政治体制協議会の推薦を受け出馬して当選し翼賛政治会に参加し、その後、日本進歩党に所属して衆議院議員を1期務めた。この間、大分県水産会副会長、大政翼賛会大分県支部事務局長、大日本翼賛壮年団大分県団長、文部省委員、翼賛政治会政調文部委員などを務めた。
戦後、公職追放となる。その後、大分県監査委員を務めた。
1981年12月、急性肺炎のため日鉱佐賀関精練所付属病院で死去した（86歳）。